# Almáchar
Almáchar – gmina w Hiszpanii, w prowincji Malaga, w Andaluzji, o powierzchni 14,4 km². W 2011 roku gmina liczyła 1904 mieszkańców.